# Château de Zbaraj
Le château de Zbaraj (en bulgare : Збараж замок) est une forteresse ukrainienne qui entoure la ville moderne de Zbaraj.

## Historique
La forteresse a été construite en bois le prince de Lituanie Dmytro-Korybut sur une éminence, dans l'actuel village de banlieue de Stariy Zbaraj. Elle fut détruite par les Tatars en 1474 et 1598.

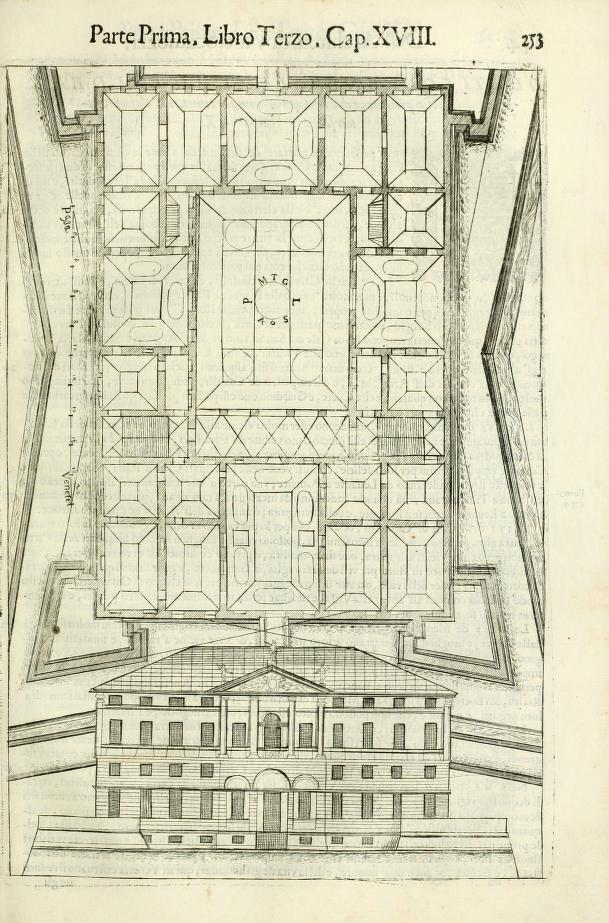
Le château et ses jardins in “L’idea della architettura universale” de Scamozzi.

Il est reconstruit sur des plans de Vincenzo Scamozzi par Andrea del Acqua de 1626 à 1631.

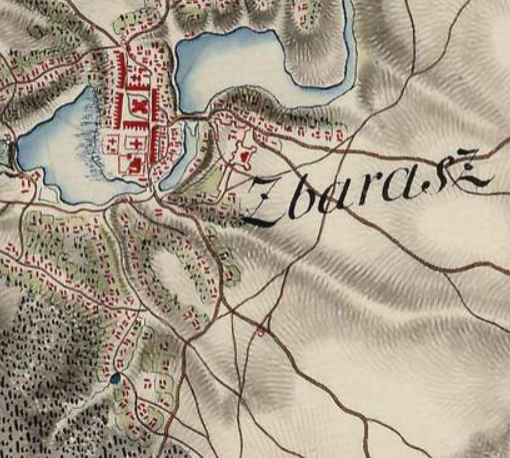
Sur une carte du XVIIIe siècle.
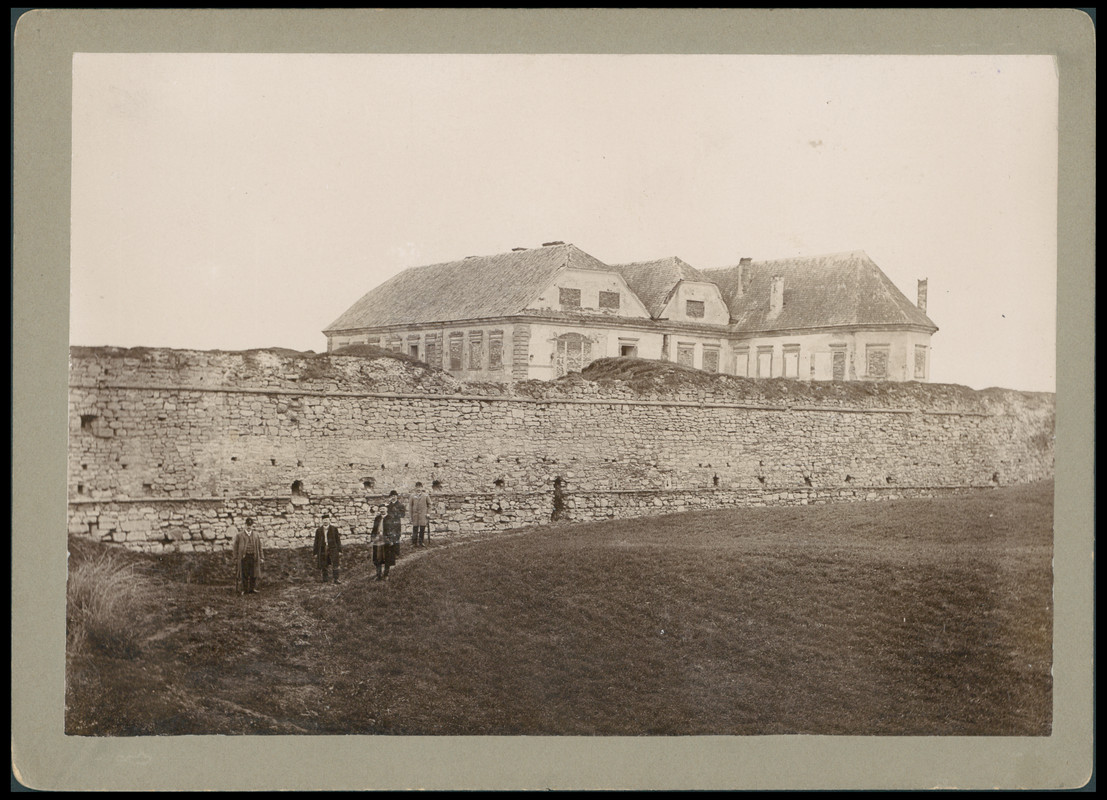
En 1902.
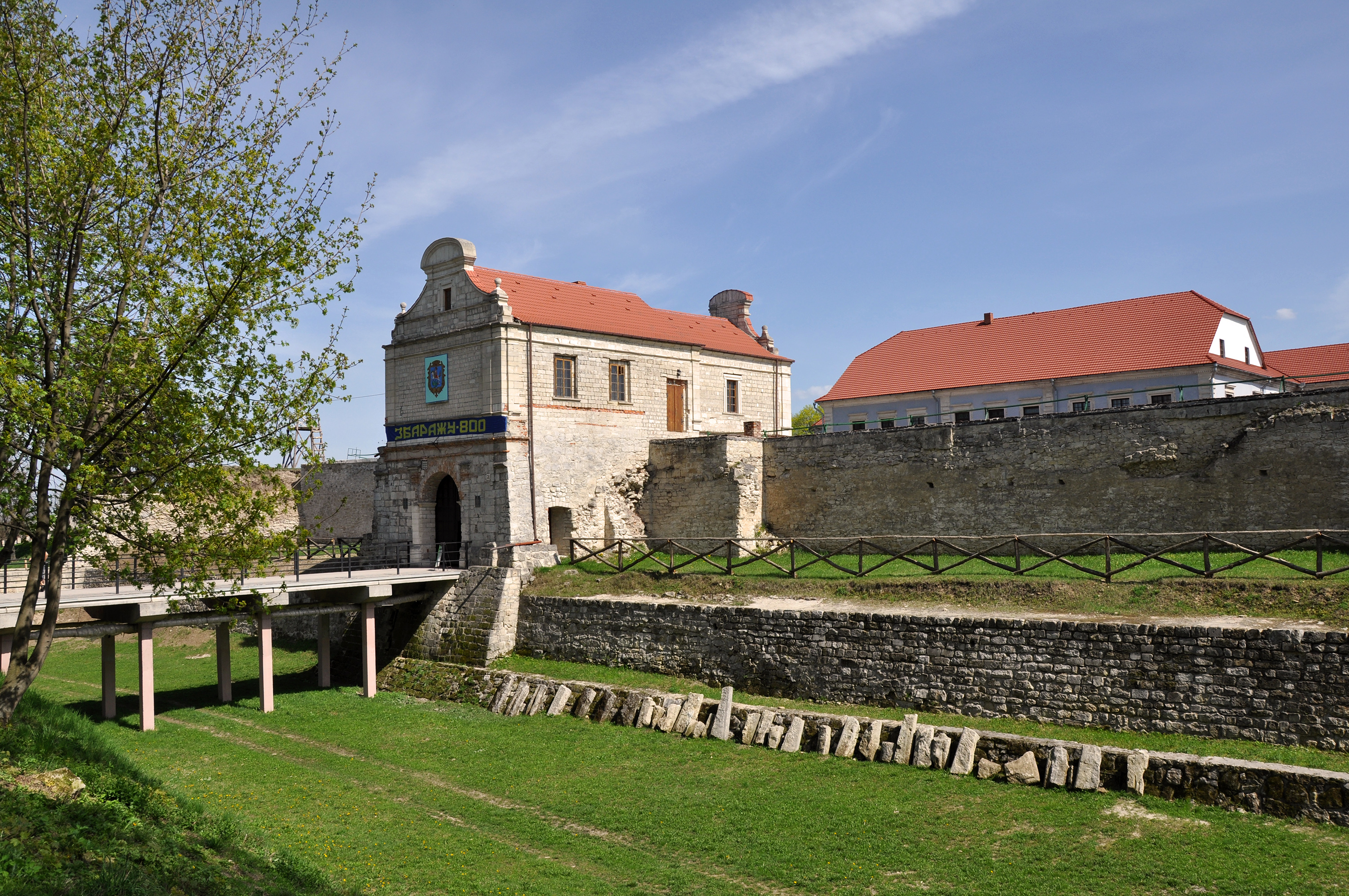
L'entré avec pont sur les douves.
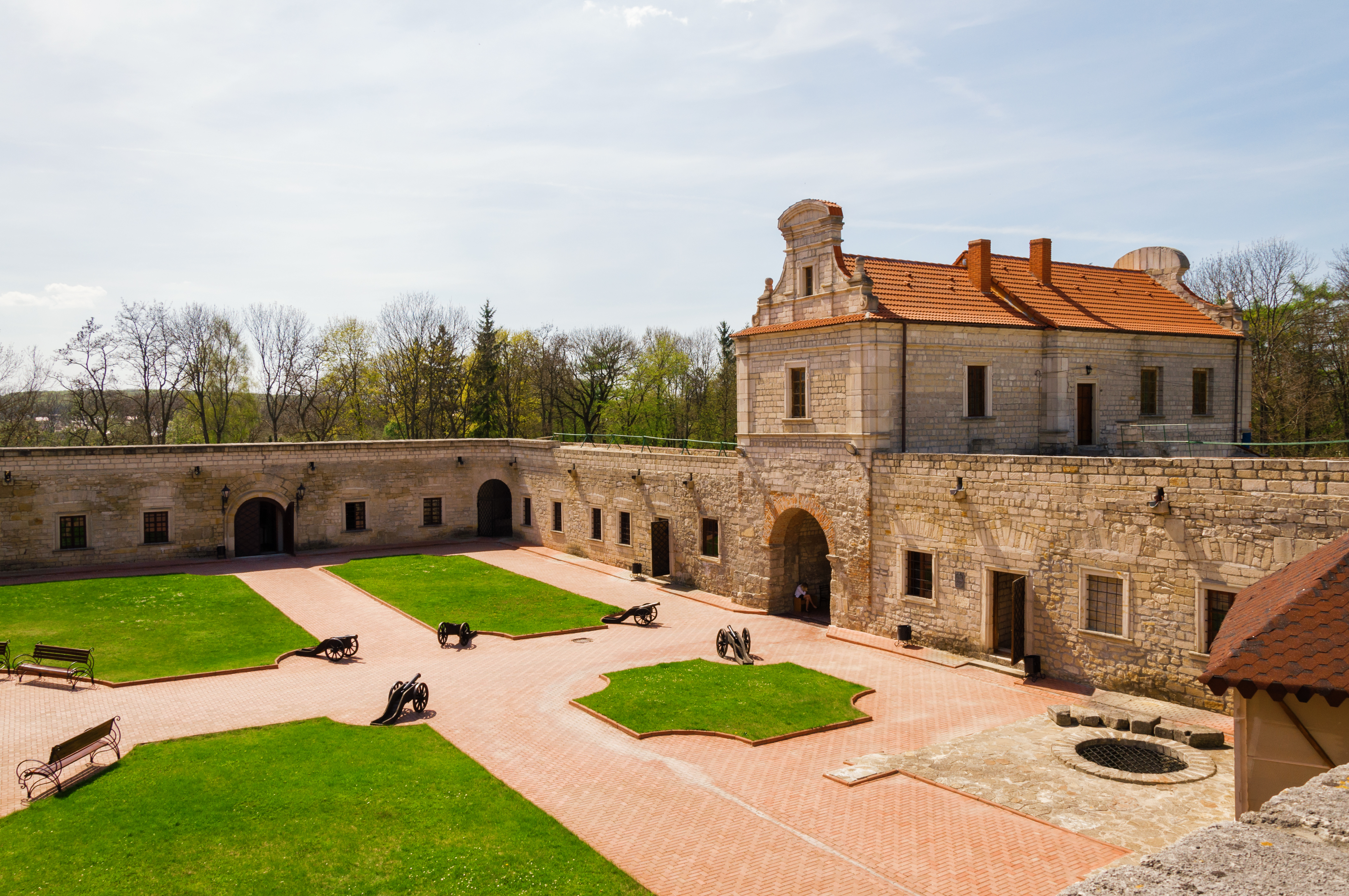
La cour.

### L'intérieur
Elle est aussi classé au Registre national des monuments immeubles d'Ukraine.

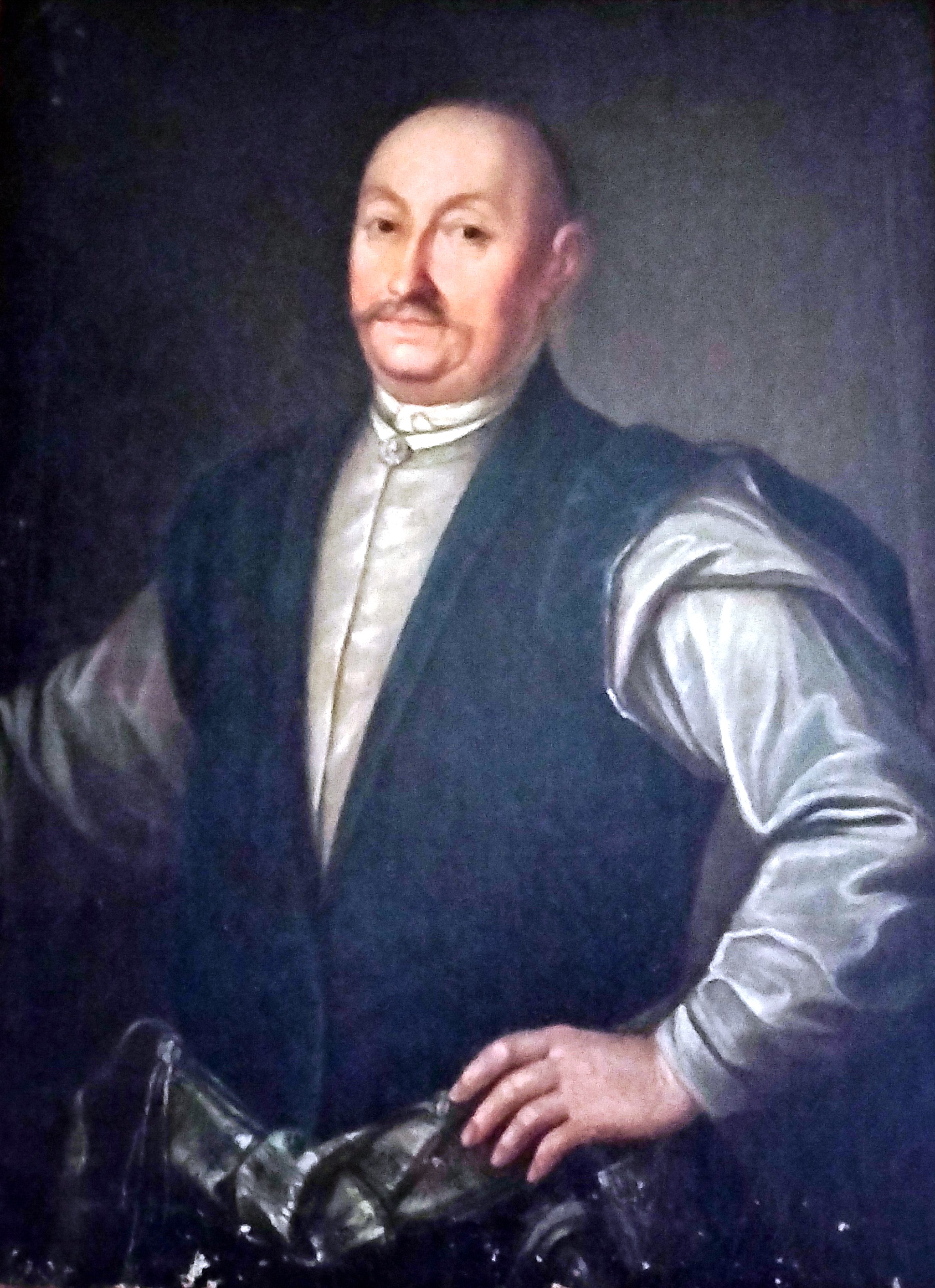
Le portrait de Joseph Jablonovski,
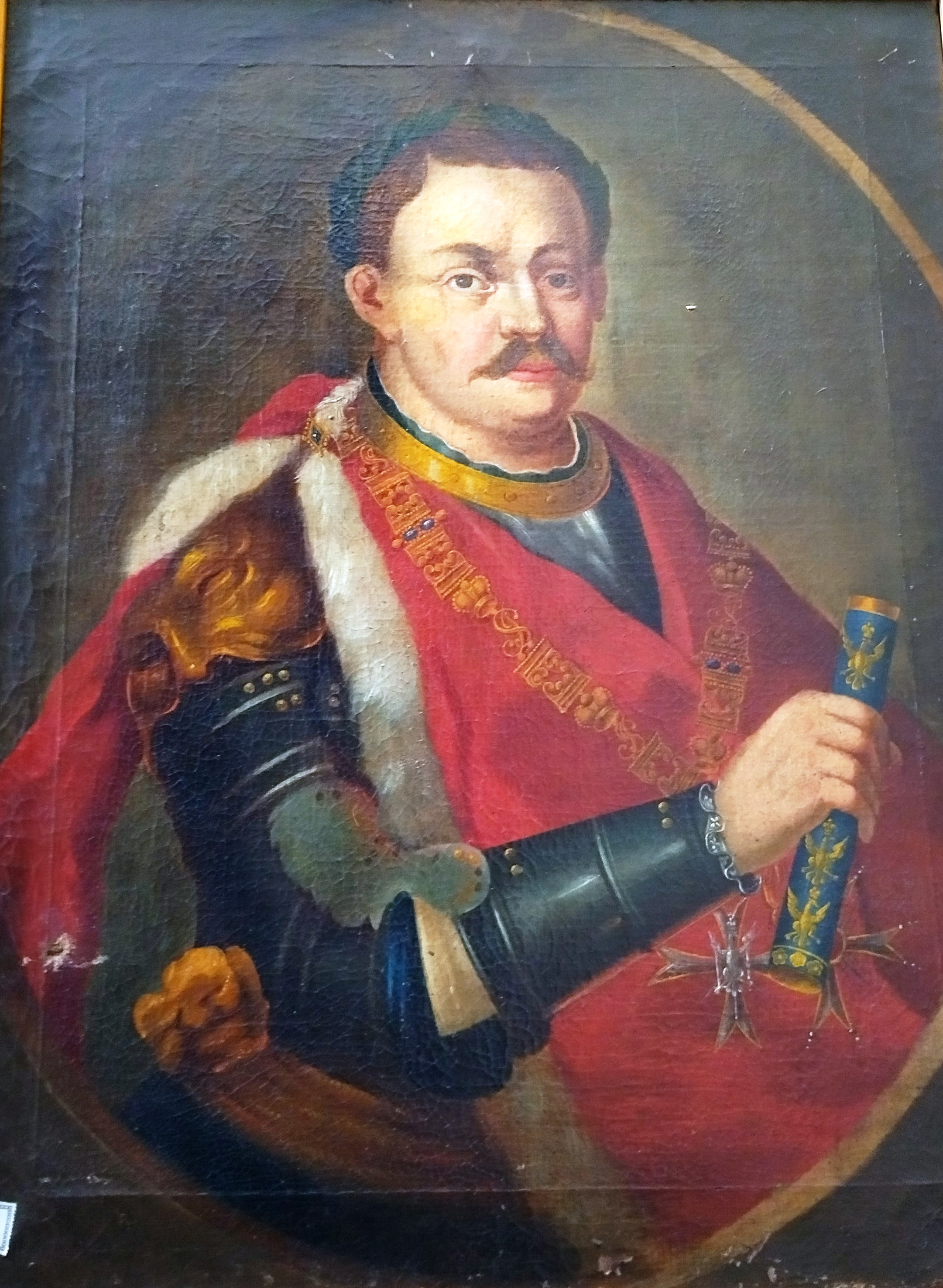
de Jean III Sobieski.
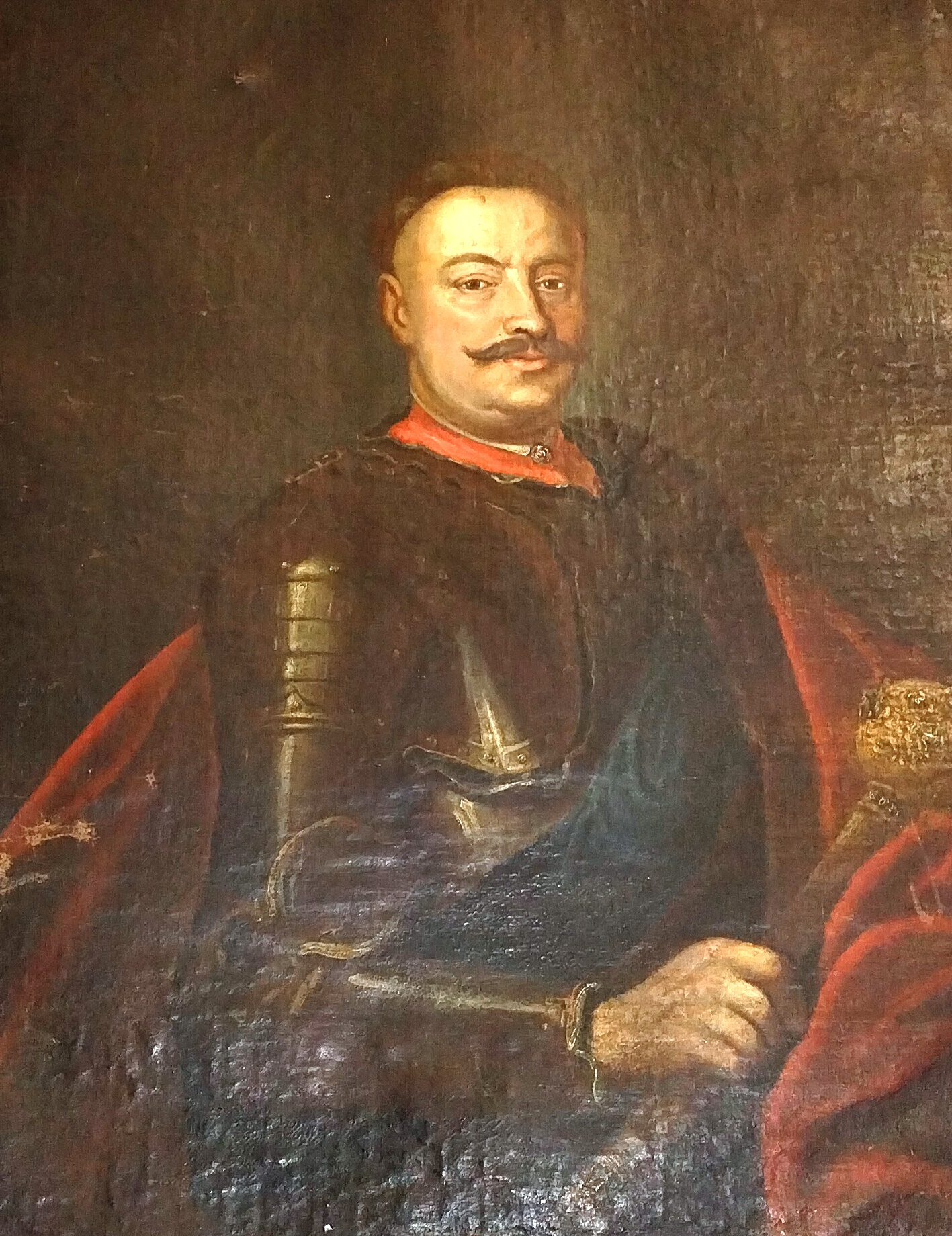
de Jan Klemens Branicki.
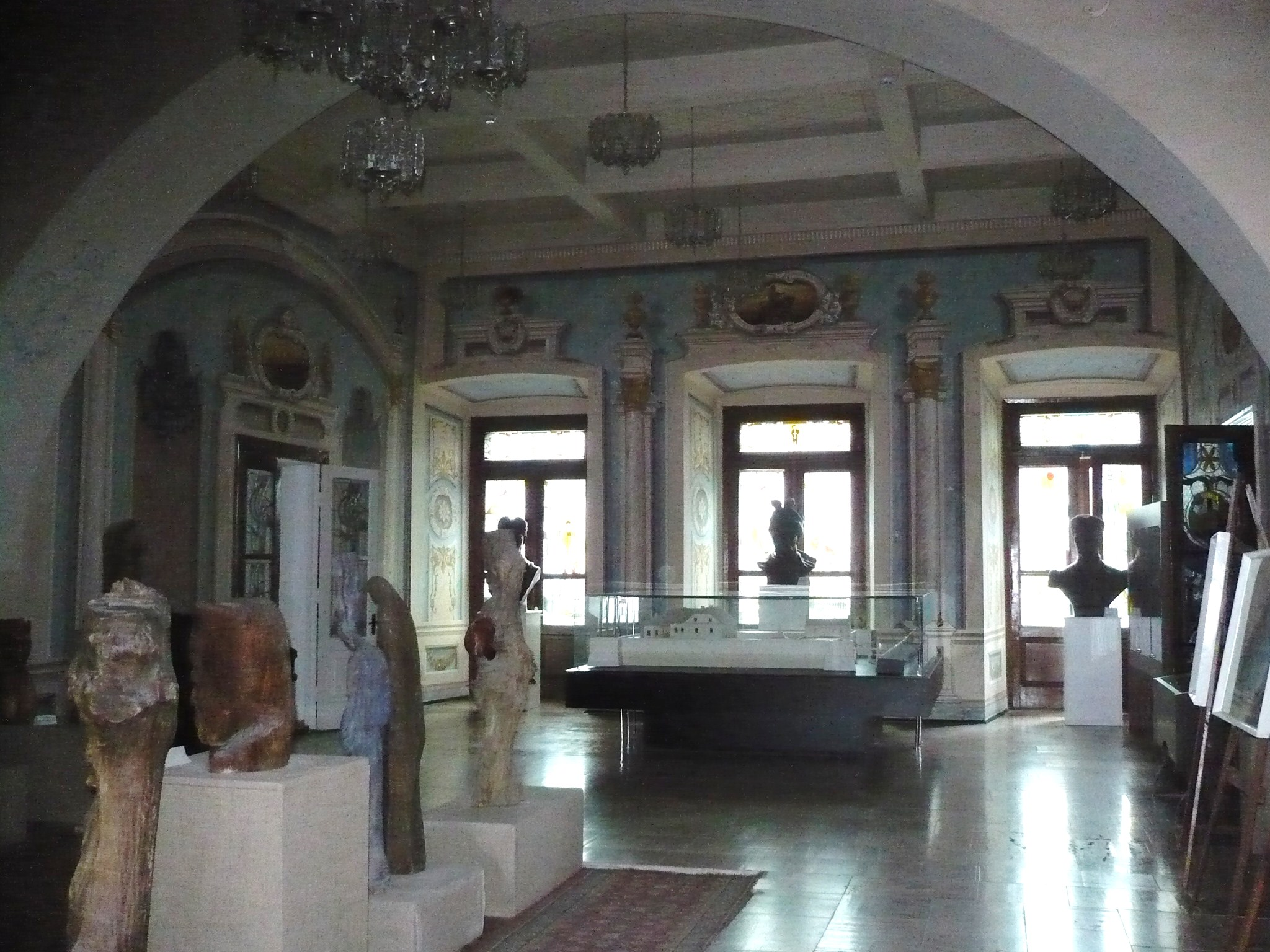
Une salle du château.
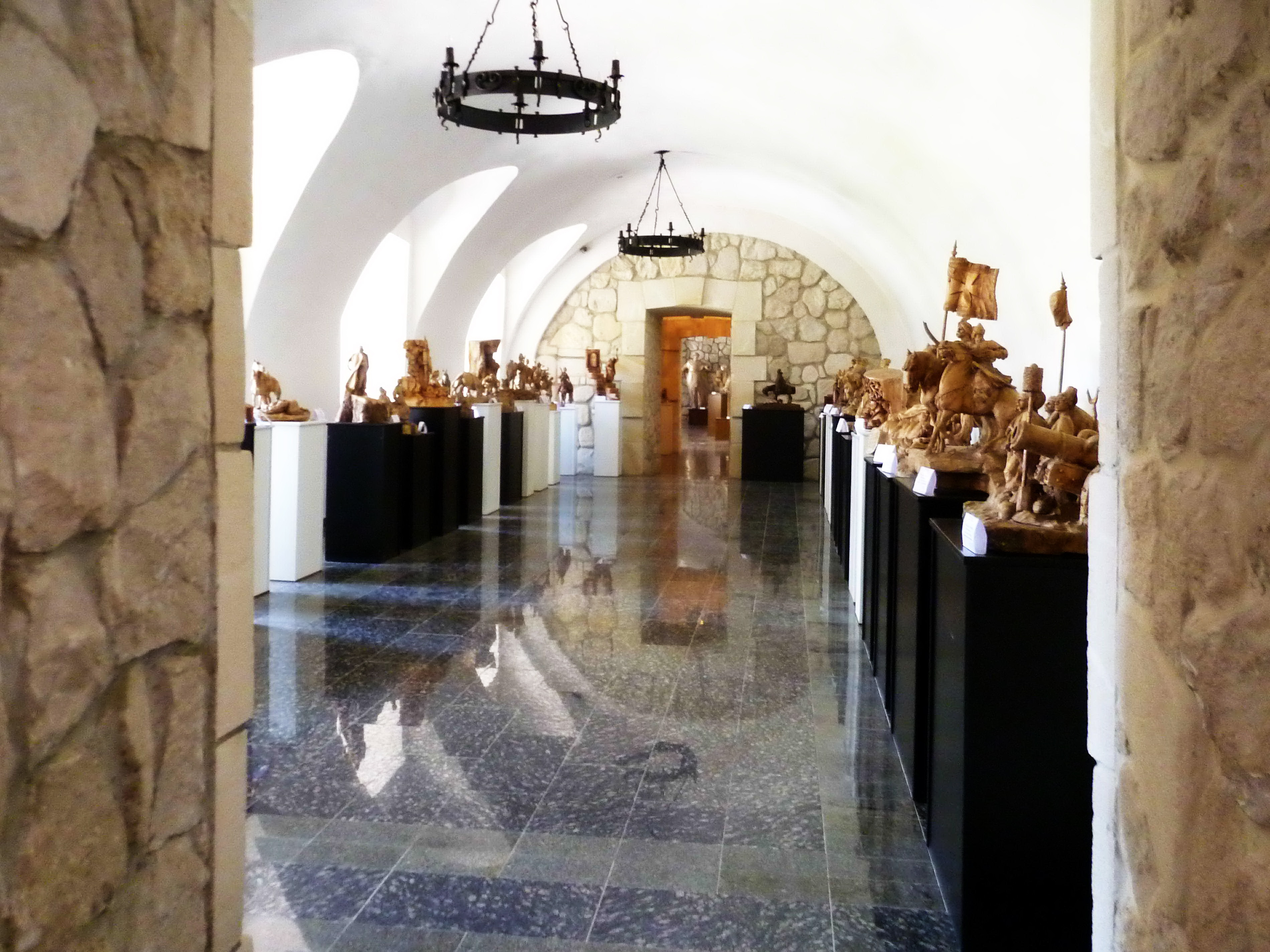
Une salle des souterrains.
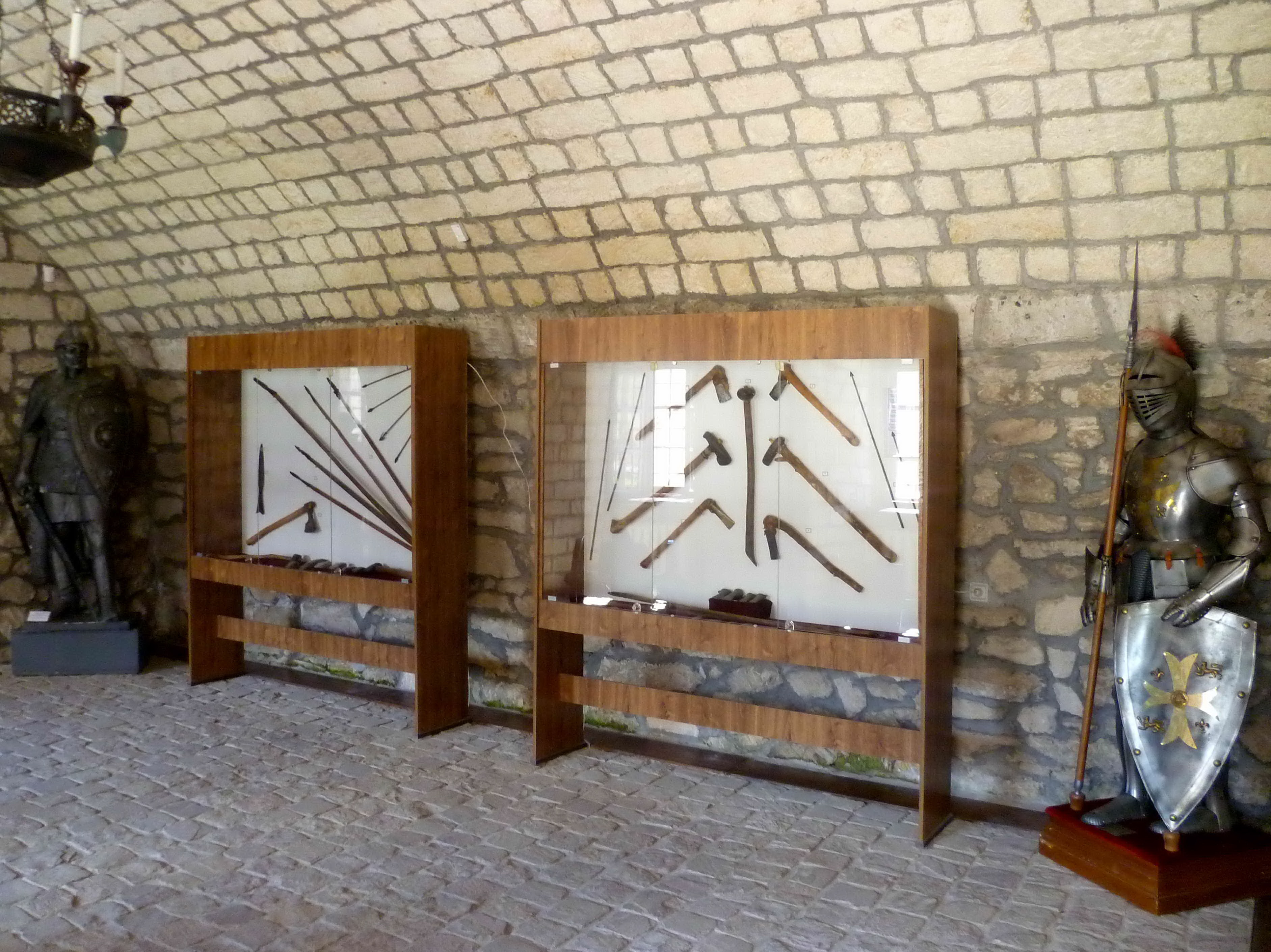
Collection d'armes.
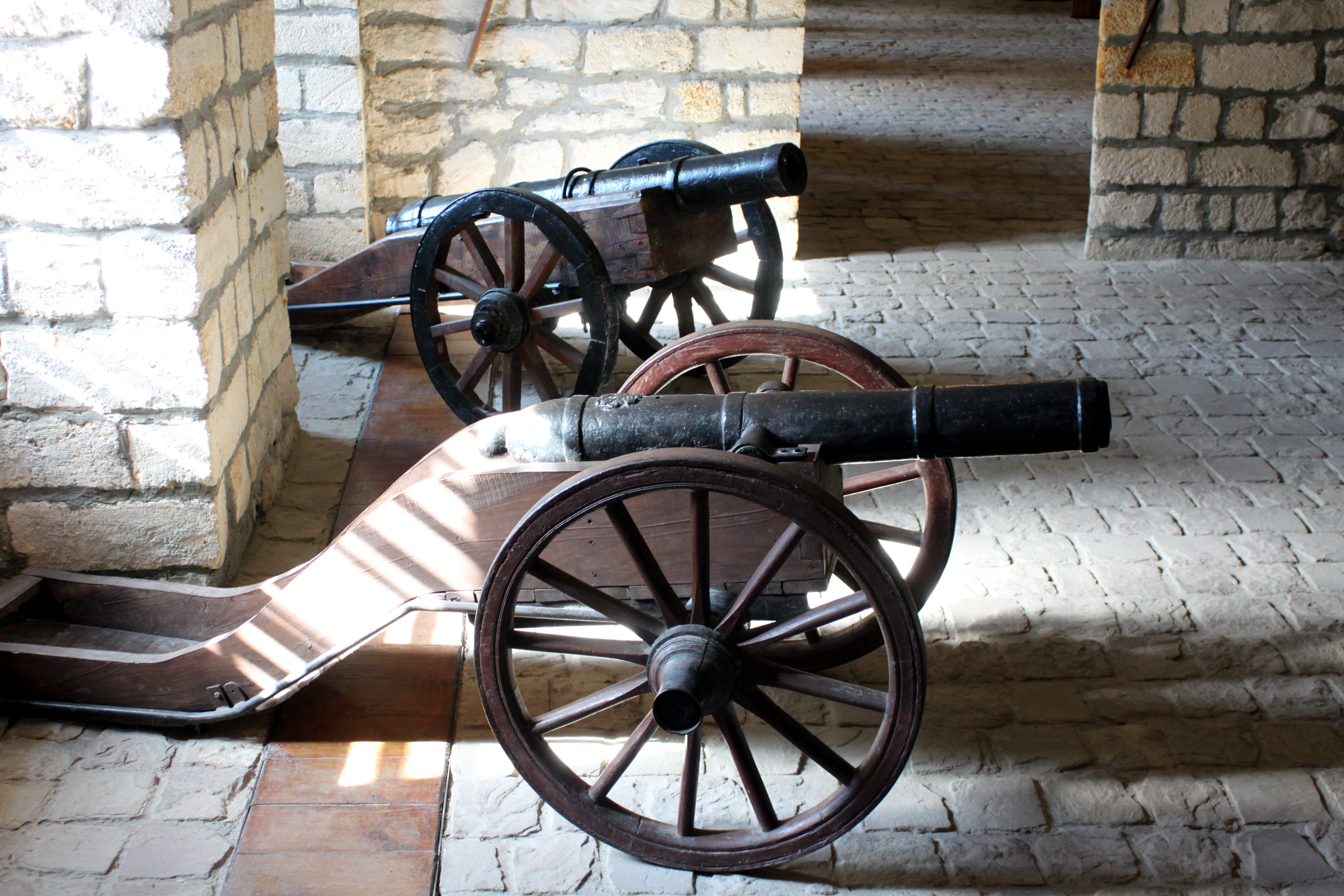
Deux canons.
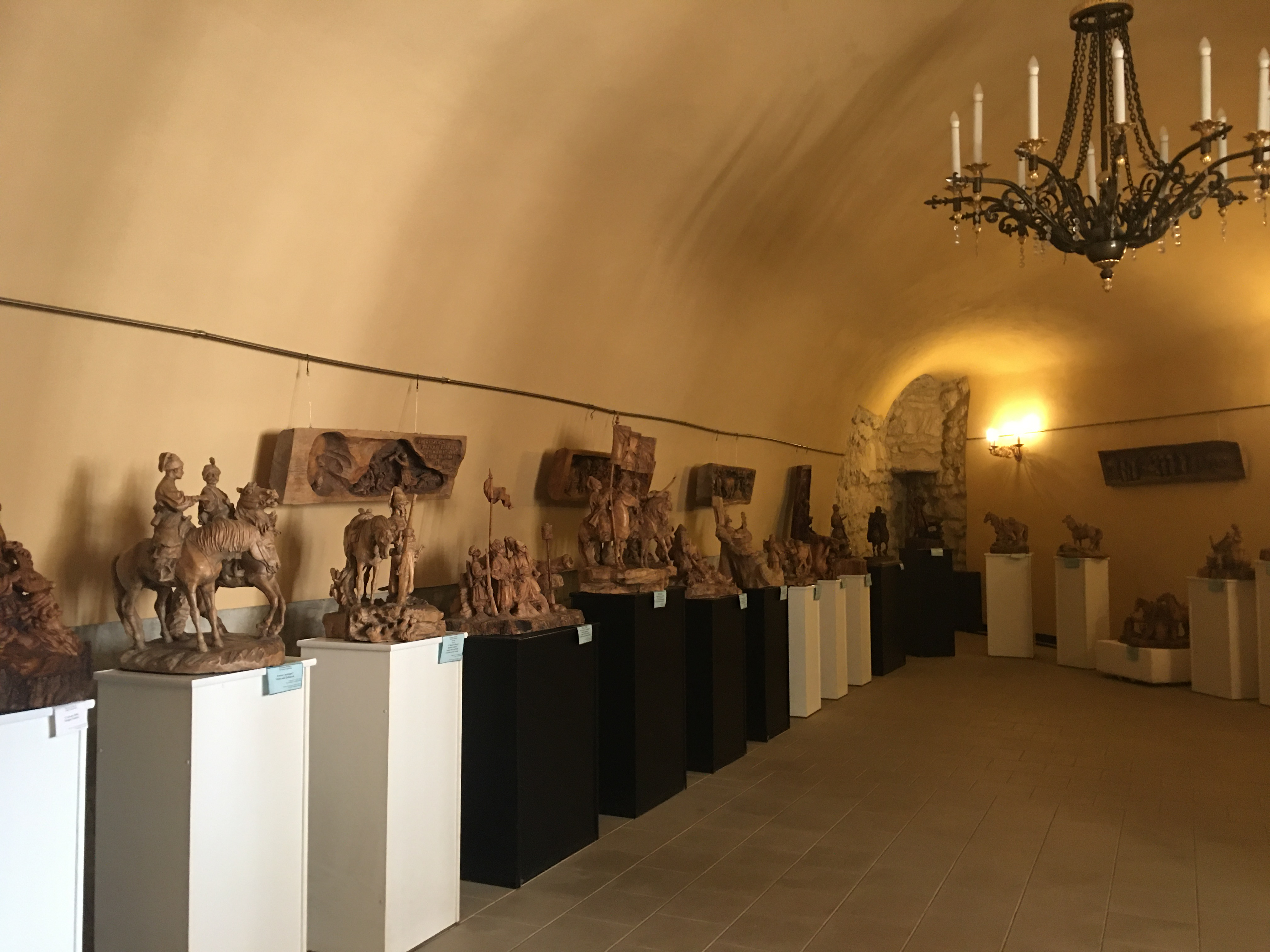
.

## Châteaux proches
- la forteresse de Kamianets ;
- le château de Kudryntsi ;
- le château de Sydoriv ;
- le château de Medjybij.

## Compléments
- Le château de Zbaraj sur Commons